# خانلیق جواد
خانلیق جواد (به لاتین: Khanlykh-Dzhevat) یک منطقه مسکونی در جمهوری آذربایجان است که در شهرستان ایمیشلی واقع شده است.